# Cyclops ornatus
Cyclops ornatus – wątpliwy gatunek widłonoga z rodziny Cyclopidae. Opisał go w 1874 roku rosyjski zoolog Michaił Jurjewicz Poggenpol (1849–1915) w oparciu o okaz niedojrzały, prawdopodobnie należący do rodzaju Eucyclops. W bazie World Register of Marine Species takson ten ma status nomen dubium.